# Intervenção militar estrangeira no norte da Rússia
A intervenção militar estrangeira no norte da Rússia (também conhecida como a campanha "russa" do norte) foi parte da intervenção estrangeira na Rússia após a Revolução de Outubro. Os intervencionistas eram aliados do movimento branco. A campanha do norte dos intervencionistas começou em 1918, nos últimos meses da Primeira Guerra Mundial, e terminou com a evacuação completa das tropas intervencionistas em setembro de 1919. As tropas brancas, que se recusaram a evacuar junto com os intervencionistas, continuaram a lutar no norte até o começo de 1920. Em comparação com outras frentes da Guerra Civil, a Frente Norte teve um valor relativamente pequeno devido ao pequeno número de tropas envolvidas (cerca de 10 mil contra 100-200 mil nas frentes sul e leste). O comando aliado comportou-se passivamente, mantendo apenas as áreas inicialmente ocupadas, não pretendendo se unir à luta contra o Exército Vermelho, e apenas “defendendo-o”. A presença de estrangeiros era usada pelos bolcheviques para fins de propaganda: há uma opinião de que a presença de tropas estrangeiras em território russo não trouxe tanto benefício ao movimento branco, pois desacreditou os governos anti-soviéticos entre as massas e deu aos agitados bolcheviques a oportunidade de apresentar os brancos como “protegidos”. Burguesia ", negociando interesses nacionais e recursos naturais, e sua própria luta -" patriótico e justo "

## Literatura
- Мымрин Г. Е. Англо-американская военная интервенция на севере и её разгром. Архангельск, 1953.